# اسمعيل أباد (مقاطعة فهرج)
اسمعيل أباد (بالإنجليزية: Esmailabad, Fahraj)‏ هي مستوطنة تقع في ناحية نغين كوير في إيران. يقدر عدد سكانها بـ 1,901 نسمة .